# Phenacoccus pauperatus
Phenacoccus pauperatus är en insektsart som beskrevs av Ferris 1950. Phenacoccus pauperatus ingår i släktet Phenacoccus och familjen ullsköldlöss. Inga underarter finns listade i Catalogue of Life.